# Эндерш, Иоганн Фридрих
Иоганн Фридрих Эндерш (нем. Johann Friedrich Endersch, 25 октября 1705 — 28 марта 1769) — немецкий картограф и математик. Эндерш также носил титул королевского математика короля Польши Августа III.

## Жизнь
Эндерш родился в Дёрнфельде-ан-дер-Хайде, Шварцбург-Рудольштадт, Тюрингия, но большую часть своей жизни прожил в Эльбинге (Эльблонг), Королевская Пруссия в Речи Посполитой.
В 1755 году Эндерш завершил для имперского князя-епископа Адама Станислава Грабовского (Celsissimo ac Reverendissimo S. Rom. Imp. Principi Domino Adam Stanislao in Grabowo Grabowski Episcopo Warmiensi et Sambiesi, Terrarum Prussiae Praesidis …) карту Вармии под названием Tabula Geographica Episcopatum Warmiensem in Prussia Exhibens. Карта с подробным описанием городов Вармии (Эрмландии) была заказана для двора императора Священной Римской империи Франца I.
Эндерш также сделал гравюру на меди, на которой был изображен галиот, построенный в Эльбинге в 1738 году и получивший название D’Stadt Elbing (по-немецки «Город Эльблонг»).